# Pembes
Pembes es una localidad del municipio de Camaleño situada a los pies de los Picos de Europa y que pertenece a la Comarca de Liébana (Cantabria, España). 

## Datos de interés
- Coordenadas:

1. Sistema sexagesimal - longitud: 4º 44' 49" O; latitud: 43º 7' 47" N (Fuente: Google Earth).
2. Sistema de numeración decimal - longitud: - 4.746944° latitud: 43.129722° (Fuente: Map sources/GeoHack).

- Gentilicio: Pembelos. (Actualmente los pueblos colindantes emplean el apodo de “rusos”).
- Carretera: CA-888 (Fuente: Mapa oficial de carreteras del Gobierno de Cantabria).
- Sólo tiene 44 habitantes que residan en el pueblo durante todo el año (dato de noviembre de 2007 (Fuente: José Antonio Andrés y Begoña Alonso, vecinos del pueblo).

## Contexto
Pembes es un pueblo lebaniego que está experimentando la desaparición de sus habitantes. La población no aumenta y ve mermado el número de personas año tras año. 

## Clima
Primaveras suaves, veranos cálidos, otoños suaves e inviernos muy fríos. En el inicio del siglo XXI se observa una cierta sequía.

## Economía
Las gentes de Pembes se dedican principalmente a las tareas agropecuarias. Se cultivan patatas, zanahorias, lechugas, perejil, cebollas, tomates, calabacines, maíz, pimientos, judías, ajos… Existe un establecimiento de turismo rural. Otros trabajos: hostelería, en localidades cercanas.
Hace años se compartían las tareas agropecuarias con el trabajo en las minas de Áliva (hoy día abandonadas).

## Gastronomía y productos elaborados en las casas
- Boronos: sangre de cerdo, pan, cebolla, harina, grasa, perejil y sal.
- Merdosos: sangre de cerdo, agua hervida con cebolla y perejil, pimienta, harina, huevo y sal.
- Pan al horno de leña: harina, agua, sal, levadura y hurmiento.
- Miel: de flores.
- Vino: uvas (zumo de uva fermentado).
- Morcillas: pan, harina, sangre de cerdo, cebolla, sal, perejil y grasa.
- Cocido lebaniego: garbanzos, cecina, chorizo, tocino, patatas, berza y relleno (masa hecha de miga de pan, huevo, chorizo y perejil).
- Chanfaina: hígado, pulmones de cordero, pan, pimienta, canela, sal, huevo batido, pimentón, cebolla y sebo.
- Orujo: sale de destilar el brujo (el bagazo) de la uva.
- Frisuelos: leche, agua, harina, aceite, huevo y sal.
- Tortinas: sale de la masa del pan.
- Torta de maíz: como el pan, sin levadura y con maíz.
- Torrijas: pan, leche, huevo, aceite y miel.
- Chorizo: picadillo de cerdo, tocino, ajo, orégano, sal, pimentón y tripa de cerdo.

## Historia
La historia de Pembes se remonta a las referencias citadas ya en el año 847: Pembes aparece citado ya en una carta del 28 de marzo del 847. Otra referencia se encuentra en la estela funeraria de Bovecio, hallada en la iglesia parroquial de Santo Tomás de Collía, en el concejo de Parres, Asturias, que cita a los Pembelos, los antiguos pobladores de estas tierras. Los Pembelos, ya citados por Plinio el Viejo, eran una antigua tribu cántabra perteneciente al clan de los Orgenomescos. Los cántabros se hallaban divididos en grupos o tribus; la tribu estaba compuesta, a su vez, por clanes familiares, las llamadas gentilidades. Una gentilidad de la que hay noticia por una lápida funeraria es la de los Pembelos, que autores como José María Solana Sainz o Joaquín González Echegaray relacionan con esta localidad, Pembes. Se sabe que poseían más territorio del que en la actualidad abarca la localidad, asentándose en Peña Oviedo, y dicen, que quizás también estuviesen asentados en los prados de los Casares.

## Monumentos
- Ermita de la Virgen de la Salud (Áliva) que pertenece al ayuntamiento pero fue construida, entre otros, por vecinos del pueblo. Su construcción finalizó en el año 1946.
- Imagen de la Virgen de la Salud, comprada por un jándalo (emigrante cántabro a Andalucía) de la localidad y enviada al pueblo en señal de devoción, cuyos vecinos la suben todos los años a la ermita en Áliva el primer fin de semana de junio y la vuelven a bajar a Pembes el último fin de semana de septiembre.
- Iglesia parroquial levantada entre los años 1964-1966.
- El potro de herrar.
- Fuente: a expensas de Don Mariano Larín, año 1919.

## Flora y fauna
Avellanos, castaños, fresnos, nogales, robles, hayas, abedules, acebos, orégano, manzanilla,... Zorros, gatos monteses, venados, corzos, jabalíes, pájaros carpinteros,...

## Montañas que se divisan
Peña Oviedo, Pico Jano, Cumbre Avenas, el Portillo Jollán. 

## Fiestas
- 2 de julio: Fiesta de la Virgen de la Salud en Áliva.
- 22 de enero: San Vicente Mártir (aunque se celebra el segundo fin de semana de agosto).

## Ayuntamiento
Pembes pertenece al Ayuntamiento de Camaleño (alcalde - 2007: Juan Manuel Guerra – PRC). Pembes es un concejo abierto y su alcalde (2007) es José Antonio Llorente González (PP).

## Barrios
El Corralín, la Solejera, la Plaza de la Parva y la Bolera.

## Personajes ilustres
En este pueblo nace el poeta Antonio Casares en el año 1946. Ha escrito poesía, novela, cuento, teatro, ensayo, un libreto de ópera, letras para los grupos de rock “Bloque” y blues “Papa Blues Band”, entre otros, aunque su obra permanece mayoritariamente inédita. Además, ha colaborado en diversas revistas y fanzines.